# Velarifictorus gradifrons
Velarifictorus gradifrons är en insektsart som beskrevs av Sigfrid Ingrisch 1998. Velarifictorus gradifrons ingår i släktet Velarifictorus och familjen syrsor. Inga underarter finns listade i Catalogue of Life.